# Liberta (Antigua und Barbuda)
Liberta ist eine Stadt in der Parish of Saint Paul auf der Insel Antigua in Antigua und Barbuda. Im Jahr 2001 zählte sie 2080 Einwohner. Damit ist sie die drittgrößte Stadt auf Antigua. Sie befindet sich im südlichen Inselgebiet, nördlich des Hafens von Falmouth, mit dem sie durch eine Straße verbunden ist.

## Geschichte
Um die Zeit der britischen Emanzipation der Sklaven in Britisch-Antigua und Barbuda im 19. Jahrhundert hatte eine koloniale Plantagenbesitzerin finanzielle Schwierigkeiten und war gezwungen, einen Teil ihres Besitzes in kleinen Partien zu verkaufen. Die Ex-Sklaven in der Nachbarschaft kauften all die kleinen Grundbesitze auf, da sie auf Dauer Land besitzen wollten. „Liberta“, was Freiheit bedeutet und das befreite Volk ehrt, wurde 1835 zum Namen der Siedlung. Bis 1842 stand auf einem gemalten Schild in der Nähe seiner Grenze: „Die Stadt Liberta“.
Die neuen Landbesitzer ließen sich sofort auf den von ihnen erworbenen Grundstücken nieder, bauten ihre Häuser und pflegten ihre Gärten. Neben der Arbeit auf nahegelegenen Plantagen wurde manchmal auch ein Einkommen als Mechaniker in Nelson’s Dockyard im Falmouth Harbour erzielt. Später arbeiteten ihre Nachkommen auch in anderen Berufen, etwa als Schneider und Ladenbesitzer.

## Bildung
Die Liberta Junior Secondary bedient die Klassen 1–9 in der Stadt. Dort gibt es ein kleines Steelpan-Orchester.